# フロイト博物館 (ロンドン)

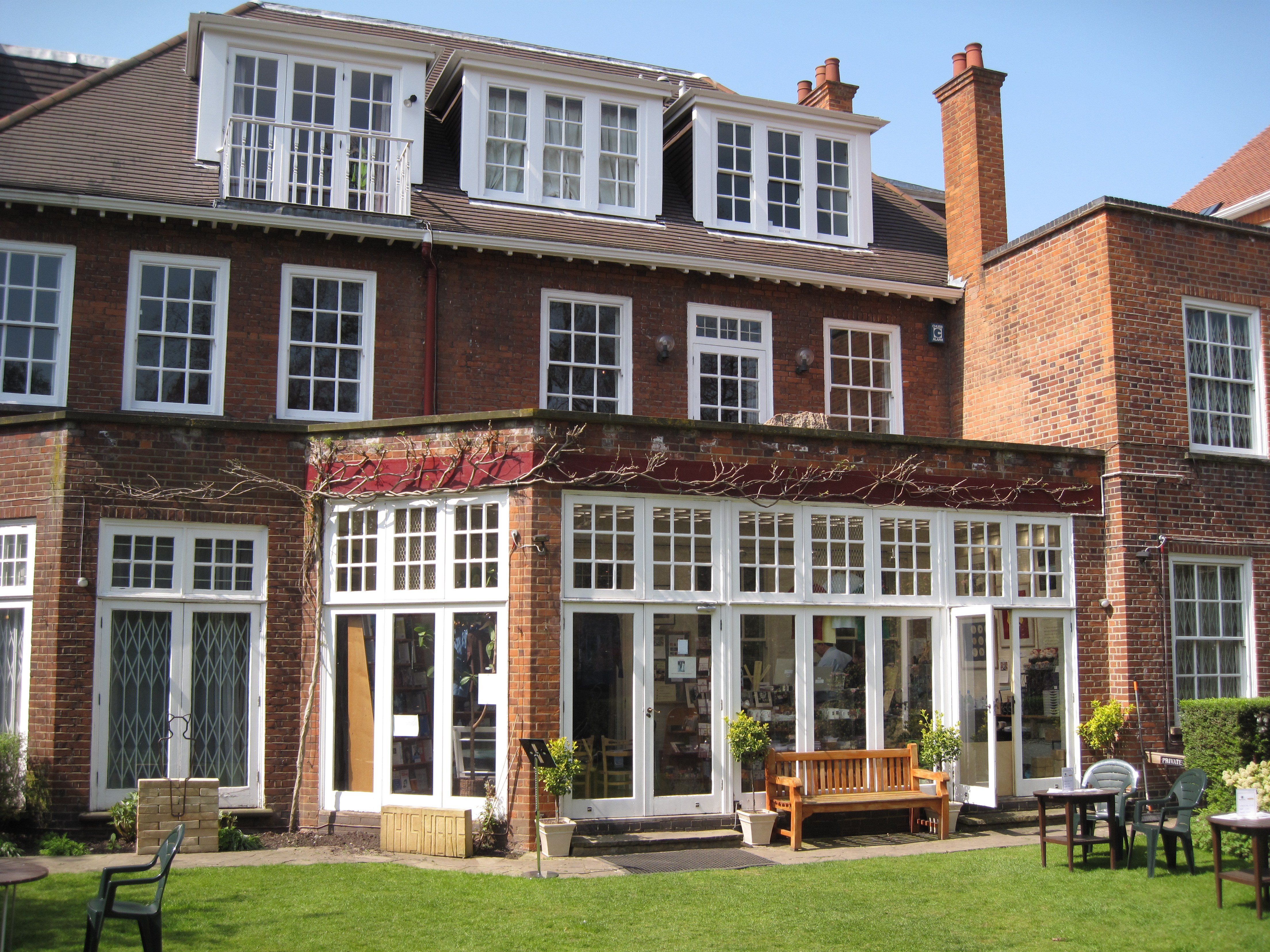
ジークムント・フロイト博物館、庭の方向からの眺め)

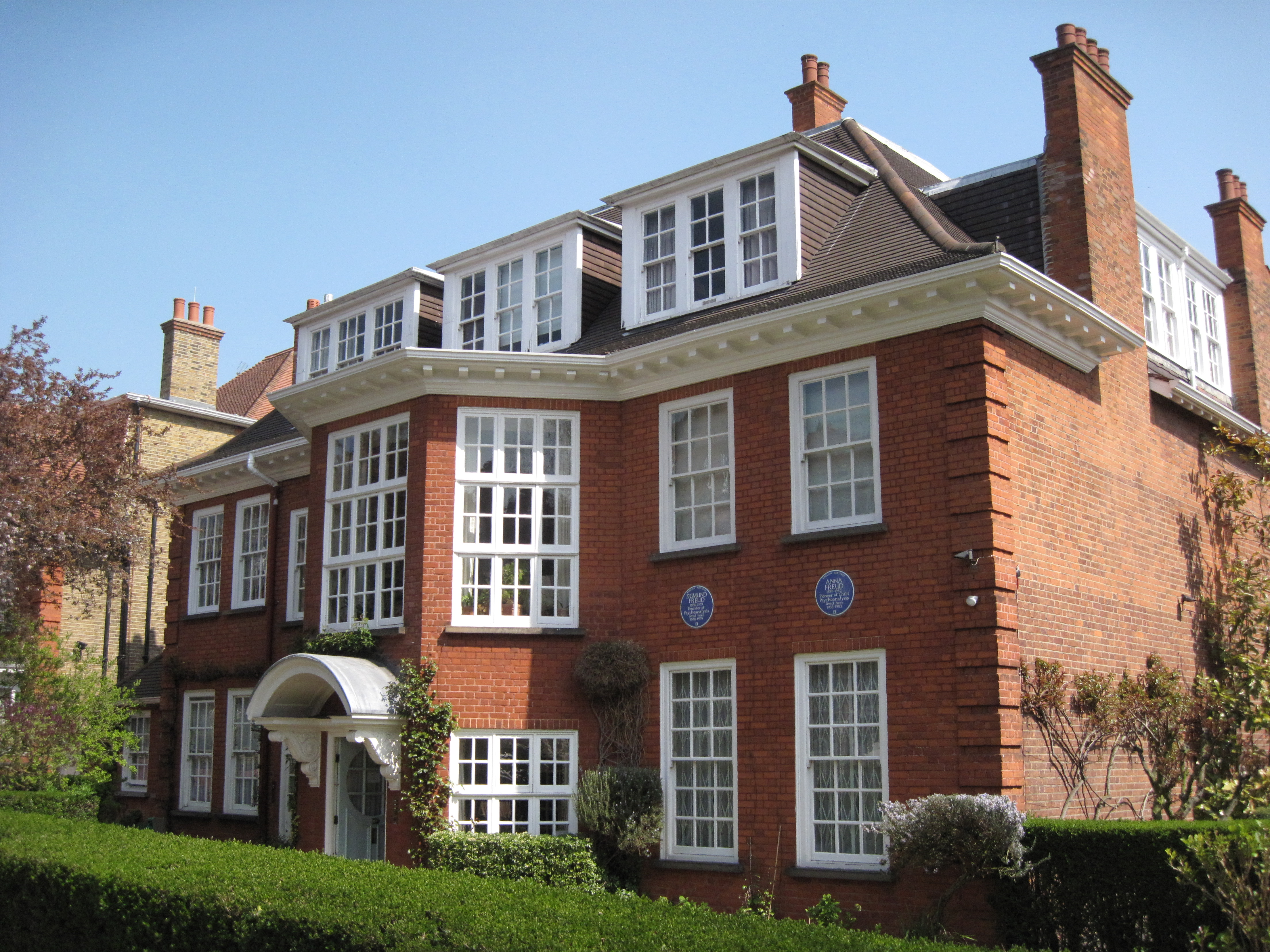
通りの方から見たフロイト博物館

ロンドンの フロイト博物館 (Freud Museum) は、ロンドンの北部ハムステッドのマレスフィールド・ガーデン20番地にある。1938年、精神分析の創始者フロイトは、マリー・ボナパルトの支援により、故郷の町ウィーンからここに逃避してきた。ジークムント・フロイトは、ユダヤ系の出自のためナチスドイツによりオーストリアがドイツに併合されたためウィーンを捨てて、ロンドンに移り住むことを余儀なくされた。彼はロンドンでも最も知的な印象の強い地域であるハムステッドのマレスフィールド・ガーデン20番地の家に、翌年死去するまで居住した。フロイトは、この地に来てからも彼の研究を継続し、『モーゼと一神教』はここで完成したものである。女性の精神分析家の先駆けでもあったフロイトの娘アンナ・フロイトは、1982年亡くなるまでこの家に住んだ。彼女が亡くなってー4年後、彼女の遺志によりこの家は、博物館として一般に公開されることになった。開館したのは、1986年である。フロイト博物館としては、これが最初のものになる。通りを挟んで反対側が、アンナ・フロイトセンター(en:Anna Freud Centre)である。子どもの精神的発達、精神療法についての研究と専門家の研修機関である。こちらの地番は、マレスフィールド・ガーデン12番地になる。

## 収蔵品
フロイトは、自身の家具や生活調度品をロンドンに持ってくることができた。博物館の展示物の一番の見物は、フロイトが精神分析の面接中に患者を横にならせたカウチ（長椅子）である。それと並んで、18世紀から19世紀のビーダーマイヤー様式の長持、机や戸棚、絵柄の描かれたオーストリアの農民家具などが見られる。 博物館は、フロイトの古代エジプト、ローマやオリエントの考古学品や文献のコレクションも所有している。コレクションの中にはサルバドール・ダリによるフロイトの肖像画もある。他には家族写真のコレクションやファミリームービーなども見ることができる。博物館は週に5日間だけ開館している。研究プログラムやその公開、またセミナー、研究会、博物館による特別なガイド企画なども催されている。この博物館は、「ロンドン健康と医学博物館」というグループに参加している。ここの他にウィーンのジークムント・フロイト博物館とチェコのプジーボルにもフロイト博物館がある。